# Melanaspis reticulata
Melanaspis reticulata är en insektsart som beskrevs av Ferris 1943. Melanaspis reticulata ingår i släktet Melanaspis och familjen pansarsköldlöss. Inga underarter finns listade i Catalogue of Life.